# Diatomyidae
Famille
Synonymes
- Laonastidae Jenkins, Kilpatrick, Robinson & Timmins, 2005

Les Diatomyidae sont une famille de rongeurs présumés disparus et connus seulement sous forme de fossiles. Toutefois, en 2005, ont été créés le genre Laonastes à la suite de la découverte d'une nouvelle espèce de rongeurs du Laos : Laonastes aenigmamus. Ce genre a été classé dans la famille des Laonastidae, mais Dawson et al. (2006) pensent qu'il s'agit d'un taxon lazare de la famille des Diatomyidae, déjà connu d'après des ossements et que l'on croyait éteint. Quoi qu'il en soit, le Kha-nyou serait le seul représentant actuel d'une famille dont les autres membres sont supposés éteints depuis près de dix millions d'années,.

## Classification dans cette famille
Cette famille a été décrite pour la première fois en 1997 par les paléontologues français Pierre Mein et Léonard Ginsburg (1927-2009). 

## Taxons actuels
Selon ITIS (20 mai 2013) :
- genre Laonastes Jenkins, Kilpatrick, Robinson & Timmins, 2005
  - Laonastes aenigmamus - le Kha-nyou

## Liste des genres et espèces éteints
Selon Paleobiology Database (20 mai 2013) :
- †Fallomus
  - †Fallomus razae
  - †Fallomus ladakhensis
  - †Fallomus ginsburgi
  - †Fallomus quraishyi
- †Diatomys
  - †Diatomys shantungensis
  - †Diatomys liensis
- †Marymus
  - †Marymus dalanae
- †Willmus
  - †Willmus maximus